# OBI
ОВІ (нім. Obi GmbH & Co. Deutschland KG) — німецька компанія роздрібного продажу будівельних матеріалів та всеєвропейська мережа будівельних супермаркетів.

## Історія
Перший магазин відкрився у 1970 році в Гамбурзі (Німеччина). Засновником компанії є Манфред Маус.
У 2015 році Obi придбала 68 магазинів у збанкрутілої Baumax, 48 з яких розташовані в Австрії, 14 магазинів у Словаччині, два магазини в Словенії та чотири магазини в Чехії.
У березні 2022 року Obi закрила всі операції в Росії через російсько-українську війну.
27 квітня 2022 року магазини мережі почали відновлювати роботу в Росії. Ритейлер продав свій бізнес російському інвестору. Новим власником став бізнесмен Йосип Ліокумович. За його словами, він придбав російський бізнес OBI за символічну ціну в 600 рублів.

## ОВІ у світі
Міжнародна мережа OBI є одним з провідних європейських DIY рітейлером. Наразі OBI присутня в тринадцяти країнах Центральної і Східної Європи, нараховує більше 570 супер- та гіпермаркетів і є безперечним лідером ринка DIY Німеччини. Магазини компанії ОБІ знаходяться в Австрії, Боснії та Герцеговині, Італії, Німеччині, Польщі, Росії, Румунії, Словенії, Угорщині, Україні, Хорватії, Чехії та Швейцарії. Найближчим часом експансія OBI сконцентрована на Європі. У світі OBI — четвертий по величині роздрібний DIY оператор; в компанії працює понад 40,600 працівників. У 2010 звітному році гіпермаркети OBI зафіксували сукупний обсяг продажів 6.4 мільярдів євро.

## ОВІ в Україні
У липні 2008 року OBI зробила офіційне оголошення про намір інвестувати 20 млн євро у відкриття своїх гіпермаркетів в Україні.
У 2008 році OBI відкрила гіпермаркети в Харкові та Маріуполі. У лютому 2009 року було відкрито магазин в Одесі. Аналогічні гіпермаркети (8 000-14 000 м²) планувалося відкрити в Києві та інших великих містах України.
В кінці 2013 року мережа будматеріалів OBI вирішила припинити свою діяльність в Україні.